# Pianosonate nr. 28 (Beethoven)
Pianosonate nr. 28 in A majeur, op. 101, is een pianosonate van Ludwig van Beethoven. Hij schreef het stuk van ongeveer 19 minuten voor Dorothea Ertmann. Deze sonate is de eerste uit de serie pianosonates uit zijn late periode en werd in 1816 door hem geschreven.

## Onderdelen
De sonate bestaat uit vier delen:
- I Etwas lebhaft und mit der innigsten Empfindung (Allegretto, ma non troppo)
- II Lebhaft. Marschmäßig (Vivace alla marcia)
- III Langsam und sehnsuchtsvoll (Adagio, ma non troppo, con affetto)
- IV Geschwind, doch nicht zu sehr, und mit Entschlossenheit (Allegro)

### Etwas lebhaft und mit der innigsten Empfindung
Dit is het eerste deel van de sonate. Opvallend is dat de titel in het Duits is geschreven en dus niet werkt met de Italiaanse termen. Door deze minder duidelijke term, moest de uitvoerder meer een band met het stuk hebben. Het stuk duurt ongeveer 4 minuten.

### Lebhaft. Marschmäßig
Dit is het tweede deel van de sonate. Het staat vol met gepunteerde melodieën. Het stuk heeft een 4/4 maat. Een standaard uitvoering duurt ongeveer 6 minuten.

### Langsam und sehnsuchtsvoll
Dit is het derde deel van de sonate. Het stuk gedraagt zich een beetje als een introductie op het vierde, laatste deel. De openingsmelodie uit het eerste deel wordt aan het einde van dit deel herhaald. Het stuk heeft een 6/8 maat en duurt ongeveer 2 minuten.

### Geschwind, doch nicht zu sehr, und mit Entschlossenheit
Dit is het vierde en laatste deel van de sonate. Dit deel eindigt met een fuga. Het stuk heeft een 2/4 en duurt ongeveer 7 minuten.

## Muziek
|  |                        |
|  | Deel I (download·info) |

|  |                         |
|  | Deel II (download·info) |

|  |                               |
|  | Deel III & IV (download·info) |